# Sandra Lazo
Sandra Lazo (Montevideo, 12 de abril de 1967) es una comunicadora y política uruguaya que ocupa el cargo de Ministra de Defensa Nacional de Uruguay. Integra el Movimiento de Participación Popular, dentro del Frente Amplio.

## Biografía
Trabajó como locutora en varias radioemisoras del Este uruguayo. También es cantante de tango.
Comenzó su militancia política en la Unión de Juventudes Comunistas. Desde 1989 es militante del Movimiento de Participación Popular. Ingresó al Parlamento como suplente del diputado Amaury de los Santos en el periodo 2010 al 2015. En el periodo siguiente (2015-2020) fue senadora suplente de Andrés Berterreche, asumiendo su banca de manera permanente cuando este fue designado subsecretario de Defensa Nacional el 4 de abril de 2019. También fue elegida vicepresidenta del Frente Amplio.
Tras las elecciones internas de 2019, su nombre estuvo en danza como eventual candidata a la Vicepresidencia de la República. En las elecciones parlamentarias de 2019 fue elegida senadora titular para el periodo 2020-2025.
En diciembre de 2024, Lazo fue anunciada por el presidente electo Yamandú Orsi como futura ministra de Defensa Nacional.